# 문경 화산리 반송
문경 화산리 반송(聞慶 華山里 반송)은 대한민국 경상북도 문경시 농암면 화산리에 있는 반송이다. 1982년 11월 9일 대한민국의 천연기념물 제292호로 지정되었다.

## 상세
반송(盤松)은 소나무의 한 품종으로 소나무와 비슷하지만 밑동에서부터 여러 갈래로 갈라져서 원줄기와 가지의 구별이 없고 전체적으로 우산의 모습을 하고 있다.
문경 화산리의 반송은 화산리 계곡으로 들어가는 산길 옆에서 자라고 있으며 나무의 나이는 200년 정도로 추정된다. 나무 높이 21.9m, 흉고직경의 5.18m의 크기로 가지 가운데 하나는 죽었으며 가지가 사방으로 갈라지는 것을 방지하기 위해 받침대를 설치하였다. 나무의 줄기가 여섯 갈래로 갈라져서 육송(六松)이라 부르기도 하며, 나무를 베면 천벌을 받아 죽는다는 믿음이 전해진다.
문경 화산리의 반송은 민속적·생물학적 자료로서의 가치가 높아 천연기념물로 지정·보호하고 있다.